# Francisco Robello Vasconi
Francisco Robello y Vasconi, conocido por su pseudónimo El tío Fidel (1802 - d. 1867), fue un actor, periodista, dramaturgo y poeta español.

## Biografía
Se ignora cuál fue su lugar de nacimiento, aunque todo parece indicar que fue en Galicia. Fue liberal exaltado, y durante el Trienio Constitucional (1820-1823) redactó el periódico satírico El Tío Fidel, del cual tomó el sobrenombre. Con la reacción absolutista de la Década ominosa, parece ser que fue represaliado, pero se ignora cómo y dónde.
En 1833 era actor de carácter anciano en La Coruña y escribió una pieza teatral sobre María Pita. En 1836 y 1837 se le documenta trabajando como actor principal en Valladolid, donde estrenó con éxito un par de piezas alegóricas de ideología liberal escritas por él. Partidario de la regencia unitaria del general Baldomero Espartero, compuso la pieza La patria sin patriotas, en que "Escuálida" (España) está a favor de "Esperino" (Espartero) y los «cachuchos» (Ayacuchos); a la función acudió el propio Espartero y en ella actuó el propio autor. El ocho de junio de 1841 constituyó junto al editor Francisco de Paula Mellado y el periodista Modesto Lafuente la sociedad "Agencia General de Municipalidades del Reyno", lo que ahora llamaríamos una gestoría, para solucionar asuntos en Madrid de los ayuntamientos de provincias, aunque en esta asociación era el socio menor. No habiendo rendido mucho beneficio, en 1843 cambiaron de nombre a "Agencias municipales y eclesiásticas del reyno" y los dos socios capitalistas se fueron, quedando Robello al mando con otros dos socios, Antolín García y Anastasio Villacampa. Compuso otras piezas y además una novela anticlerical, La criolla y los jesuitas (1845). En ese mismo año redactaba El Tío Vivo
Por razones políticas (los disturbios de la Revolución de 1848) pasó nueve meses exiliado en Ibiza, donde llegó en junio de 1848 desde Valencia con un grupo de 109 confinados, embarcado en el buque Blasco de Garay. Allí entabló provechosas amistades, por ejemplo con Antonio Manuel García, propietario de la imprenta El Ebusitano, quien entre los años 1846 y 1848 editó el semanario del mismo nombre, y con Josep Ferrer Cirer, su redactor; él mismo contribuyó con varios artículos. Formó además para entretenerse él y sus compañeros un grupo de teatro. Además publicó en esta imprenta un folleto de 39 páginas, Refutación al libelo infamatorio que con el título descripción de la Isla de Ibiza escribió D. Pedro López Villanueva Subdelegado de Rentas interina que fué de dicha Isla, Ibiza: Imprenta de D. Antonio Manuel García. Este personaje había escrito un folleto muy infamatorio y degradante contra los ibizencos, y Robello defiende a capa y espada su bonhomía, cultura y civilización. De paso ensalza la labor humanitaria del obispo Carrasco. Precisamente a la muerte de aquel prelado en 1852, le dedicó un poema, aparecido en la prensa madrileña.
Escribió también artículos sobre Ibiza en el Semanario Pintoresco Español de Madrid. Un romance satírico suyo, "Las golondrinas con faldas", apareció en La Risa, semanario dirigido por Wenceslao Ayguals de Izco que salió en Madrid entre 1842 y 1846, editado por La Sociedad Literaria, un grupo de autores formado en 1841 de profundo compromiso social. Firmada por Ayguals hay una novela con referencias positivas en Ibiza, El Palacio de los Crímenes o El pueblo y sus opresores (1869), que por eso Isidor Macabich supone que está informada (o incluso escrita) por Robello. El 20 de junio de 1850 estrenó en el Teatro Español (hasta poco antes, del Príncipe) La conjuración de Venecia, parodia, según  todos  los  indicios,  de  la  famosa obra homónima de Francisco Martínez de la Rosa publicada en París en 1830 y estrenada en Madrid en 1834; no debía ser mala obra, ya que catorce años después se reestrenó, según informa El Pensamiento Español. Fue en el Teatro Novedades, el 26 de enero de 1864. Pero se ha perdido el texto.
De nuevo se puso a favor del general Espartero en Un fusil del Dos de Mayo en 17 de Julio (1854) Dedicó esta obra a un compañero de infortunio, el capitán de nacionales y diputado progresista Miguel Ortiz Amor y en ella intenta encontrar la continuidad, entre múltiples gritos a favor del «pueblo soberano», entre los patriotas de 1808, los «ayacuchos» del 43 y los revolucionarios de 1854; pide «Ley, libertad, Espartero / y Milicia nacional».
Representante de una generación a caballo entre el romanticismo y el eclecticismo, Robello y Vasconi fue autor de varias obras teatrales en prosa y verso, predominantemente alegóricas y siempre con trasfondo político.
También, en 1856, leyó ante la reina Isabel II los diecinueve cantos del poema La rosa de más fragancia, en el que en variedad de metros describe el Real Sitio de La Granja. El poema iba dedicado a la Princesa de Asturias, y la Reina dispuso que se imprimiera a la mayor brevedad y por su cuenta, pero no consta. También escribió otro poema narrativo de temática contemporánea, sobre México, cuando ya tenía 65 años y se resentía su salud, La traición o Judas y López (1867), dedicado a la emperatriz Eugenia de Montijo. Probablemente murió poco después.
De sus preocupaciones sociales, muy tempranas para la época, da fe un trabajo escrito con el funcionario Agustín Algarra y publicado en 1852, sobre cómo combatir la vagancia juvenil con escuelas técnicas de artes y oficios y un plan para financiarlas: Memoria sobre el origen de la vagancia con un proyecto y bases para el establecimiento de una Escuela de sujeción para jóvenes vagos y desvalidos de 9 a 15 años. En 1846 amistó con el periodista Félix Mejía para redactar un nuevo periódico, Los Dos Veteranos, pero no lograron dinero para financiarlo.

## Obras
- María Pita o La Heroína de Galicia: drama historial (1833), manuscrito.
- Guardia Nacional y la libertad (principios de 1836), diálogo patriótico representado con éxito el 17 de mayo de 1836 en Valladolid.
- Minerva: ó sea patriotismo valor y libertad: pieza alegórica en un acto y en verso heroico, Valladolid: Impr. De D. Santaren, 1837. Dedicada "a la ilustrada juventud escolar de la Universidad de Valladolid, en el curso literario del año 1836 al de 1837". Es una ampliación de Guardia Nacional y la libertad, como afirma en los preliminares; él mismo fue el actor principal.
- Memoria que la sociedad de ajencias de negocios municipales presenta a los ayuntamientos y diputaciones provinciales de España, por Dn. Francisco Robello, 1841.
- La criolla y los jesuitas: novela histórica agri-dulce, joco-séria ó como si digéramos escrita entre risa y llanto original del Tio Fidel, Madrid, Sociedad Literaria [Imprenta de Wenceslao Ayguals de Izco], 1845, 2 vols.
- Dos Venganzas Y Un Castigo: Drama Dividido en Seis Quadros en verso y prosa, Madrid : Imprenta de don Antonio Yenes, 1845. Estrenado con éxito en el del Príncipe el 29 de mayo de 1845.
- Refutación, al libelo infamatorio que con el título de descripción de la Isla de Ibiza escribió D. Pedro López Villanueva, subdelegado de Rentas interino que fue en dicha isla, por D. Francisco Robello (el tio Fidel). Ibiza: Imprenta de D. Antonio Manuel García, 1848.
- Con Agustín Algarra, Memoria sobre el origen de la vagancia con un proyecto y bases para el establecimiento de una Escuela de sujeción para jóvenes vagos y desvalidos de 9 a 15 años, con la adopción en el mismo de talleres de distintos Artes y Oficios y medios para llevar a cabo tan útil mejora.... Madrid: Imprenta de Zacarías Soler y Compañía, 1852.
- La rosa de más fragancia, 1856, poema en 19 cantos y en varios metros.
- Las dos Isabeles: romances históricos contemporáneos, escritos en la sala de distinguidos del Hospital de Nuestra Señora del Carmen (hombres incurables) donde se halla en calidad de enfermo, 1865. Está dedicada a José Gutiérrez de la Vega.
- La traición, o Judas y López: poema escrito en diversidad de metros, y dividido en cuatro cantos, en el que se describen los lamentables sucesos ocurridos, últimamente, en Méjico y Querétaro... dedícalo su autor a S. M. la Emperatriz de los franceses [S.l.] : [s.n.] (Madrid : Imp. a cargo de Ramón Moreno, 1867)
- Un fusil del dos de Mayo en 17 de Julio: apropósito dramático en un acto... y en verso, 1856. "Representado con brillante éxito el 17 de julio de 1855, en el teatro de la Cruz, con asistencia del excmo. Sr. Duque de la Victoria" (Baldomero Espartero).
- La patria sin patriotas ó El cortijo revuelto: cómica comedia-dramático drama-histórico historial y parodia de sucesos contemporáneos: escrita en verzas, versos y verdades y dividida en dos actos, 1843.
- S. Isidro Labrador, patrón de Madrid: su vida completa puesta en verso y dividida en ocho cantos, 1867.
- Una Trinidad sin Dios: parodia de sucesos contemporáneos dividida en dos actos y en verso precedida de una Loa, 1844.
- La union carlo-polaca ó Una carta de Bayona : juguete cómico en un acto, original, en prosa y verso / de D. Francisco Robello y Vasconi (el tio Fidel) ; representado con brillante éxito el 17 de julio de 1855, en el teatro de la Cruz, con asistencia del excmo. Sr. Duque de la Victoria, 1855.